# 1992 JR3
1992 JR3 är en asteroid i huvudbältet som upptäcktes den 7 maj 1992 av den belgiske astronomen Henri Debehogne vid La Silla-observatoriet.